# Isola Piñero
L’Isola Piñero (in inglese: Piñero Island)  è un'isola, lunga 3,7 km e larga 0,9 km, che si trova a circa 8,3 km a nord-ovest dell'isola Pourquoi Pas, al largo della costa occidentale della Terra di Graham. È stato scoperto dalla spedizione antartica francese sotto J.B. Charcot, 1908-10, e chiamato da lui per il Dr. Antonio F. Piñero, membro della Camera dei deputati della Repubblica argentina. Il punto più alto dell'isola è il picco Piñero.